# Жвирківська селищна рада
Жви́рківська се́лищна ра́да — адміністративно-територіальна одиниця та орган місцевого самоврядування в Сокальському районі Львівської області. Адміністративний центр — селище міського типу Жвирка.

## Загальні відомості
- Територія ради: 4,765 км²
- Населення ради: 4903 особи (станом на 2001 рік)
- Територією ради протікає річка Західний Буг

## Населені пункти
Селищній раді підпорядковані населені пункти:
- смт Жвирка
- с. Завишень

## Склад ради
Рада складається з 20 депутатів та голови.
- Голова ради: Кошлай Іван Степанович
- Секретар ради: Олекса Наталія Анатоліївна

### Керівний склад попередніх скликань
| Прізвище, ім'я, по батькові | Основні відомості                                               | Дата обрання | Дата звільнення |
| --------------------------- | --------------------------------------------------------------- | ------------ | --------------- |
| Іванойко Надія Петрівна     | Селищний голова, 1967 р.н., освіта, член Народного Руху України | 26.03.2006   | 31.10.2010      |
| Кошлай Іван Степанович      | Селищний голова, 1960 р.н., освіта середня спеціальна           | 31.10.2010   |                 |

Примітка: таблиця складена за даними сайту Верховної Ради України із доповненнями